# El Filo
El Filo är en ort i Mexiko.   Den ligger i kommunen Xico och delstaten Veracruz, i den sydöstra delen av landet, 230 km öster om huvudstaden Mexico City. El Filo ligger 993 meter över havet och antalet invånare är 121.
Terrängen runt El Filo är kuperad. Runt El Filo är det tätbefolkat, med 331 invånare per kvadratkilometer. Närmaste större samhälle är Xalapa, 15,0 km norr om El Filo. I omgivningarna runt El Filo växer huvudsakligen savannskog.